# 血·拾人生
《血·拾人生》，是一部描寫朱頤、李亞倪、林虹汝真實人生電視劇，由知名導演黃常祚指導、宋偉恩、魏蔓、黃薇渟、張睿家、林思廷、庹宗華、陳婉婷、王滿嬌、安俊朋、何思靜、張菁菁、黃冠智、李國強、邱凱偉、李維維等實力派演員領銜主演，在2024年12月23日在大愛電視台於20:00首播。

## 播出時間
以下時間以當地時間（台灣時間）為準

### 電視首播
| 頻道                            | 所在地               | 播映日期                     | 播映時間                  |
| 大愛電視台 （數位頻道同步播出） | 台灣                 | 2024年12月23日－2025年1月7日 | 20:00-20:48播出（無廣告） |
| 大愛海外台                      | 與大愛電視台同步播出 | 2024年12月23日－2025年1月7日 | 20:00-21:00播出（含廣告） |

### 網路首播
| 頻道                 | 備註                 | 播映日期                     | 播映時間                  |
| Yahoo! TV            | 與大愛電視台同步播出 | 2024年12月23日－2025年1月7日 | 20:00-20:48播出（無廣告） |
| YouTube 大愛網路劇場 | 與大愛電視台同步播出 | 2024年12月23日－2025年1月7日 | 20:00-20:48播出（無廣告） |

## 劇情簡介
本劇描述三位主角朱頤、李亞倪、林虹汝分別罹患癌症後，人生奮鬥史勵志故事。

## 演員列表

### 主要演員
| 演員   | 角色         | 介紹                       |
| 宋偉恩 | 朱頤         | 男主角，曾經接受移植手術   |
| 魏蔓   | 李亞倪       | 女主角，曾經罹癌化療過     |
| 黃薇渟 | 林虹汝       | 女主角，運動員曾罹癌後康復 |
| 張睿家 | 宋明傑       | 李亞倪的丈夫               |
| 林思廷 | 朱麗         | 朱頤的妹妹                 |
| 庹宗華 | 朱文慶       | 朱爸 朱頤、朱麗的父親      |
| 陳婉婷 | 京子 (Kyoko) | 朱媽 朱頤、朱麗的母親      |
| 王滿嬌 | 吳春玉       | 劉蓁蓁的母親               |
| 安俊朋 | 邱禹睿       | 朱頤妹婿                   |
| 何思靜 | 郭允曦       |                            |
| 張菁菁 | 許菲菲       |                            |
| 黃冠智 | 游子豪       |                            |
| 李國強 | 阿文         |                            |
| 邱凱偉 | 黃威翰       | 朱頤的主治醫師             |
| 李維維 | 劉蓁蓁       |                            |

### 次要演員
| 演員   | 角色   | 介紹 |
| 楊潔玫 | 蘇惠鈺 |      |
| 高伊玲 | 曾慶方 |      |
| 李乃文 | 洪佳瑜 |      |
| 朱家緯 | 張筑聿 |      |
| 元淳悅 | 古倬郡 |      |

## 分集標題
| 集數      | 標題                     | 播出日期   |
| 不適用    | 前導特輯                 | 2024/12/20 |
| 01        | 勇往直前的精神           | 2024/12/23 |
| 02        | 你相信奇蹟嗎？           | 2024/12/24 |
| 03        | 三十萬分之一的幸運       | 2024/12/25 |
| 04        | 更精彩的人生             | 2024/12/26 |
| 05        | 意外先來，還是明天先來？ | 2024/12/27 |
| 06        | 別忘記有我陪你           | 2024/12/30 |
| 07        | 漫長的馬拉松             | 2024/12/31 |
| 08        | 你真的準備好了嗎？       | 2025/01/01 |
| 09        | 讓我體會你的痛           | 2025/01/02 |
| 10        | 對得起自己               | 2025/01/03 |
| 11        | 生如夏花                 | 2025/01/06 |
| 12 大結局 | 勇敢向前                 | 2025/01/07 |
| 不適用    | 映後特輯                 | 2025/01/08 |

## 外部連結
- 血·拾人生 官方網站
- 大愛劇場的Facebook專頁
- 大愛劇場搶先看的Facebook專頁

| 臺灣 大愛電視 每週一至週五 20:00 - 20:48     | 臺灣 大愛電視 每週一至週五 20:00 - 20:48   | 臺灣 大愛電視 每週一至週五 20:00 - 20:48 |
| -------------------------------------------- | ------------------------------------------ | ---------------------------------------- |
|                                              | 血·拾人生 （2024年12月23日－2025年1月7日） |                                          |
| 在光裏的人 （2024年10月3日－2024年10月30日） | 生日快樂 （2025年2月19日－2025年3月19日）  |                                          |